# (3313) Mendel
(3313) Mendel ist ein Asteroid des mittleren Hauptgürtels, der am 19. Februar 1980 von dem tschechischen Astronomen Antonín Mrkos am Kleť-Observatorium (IAU-Code 046) bei Český Krumlov entdeckt wurde. Eine unbestätigte Sichtung (1972 JB1) des Asteroiden hatte es schon am 11. Mai 1972 am chilenischen Observatorio Cerro El Roble gegeben.
Der Asteroid gehört zur Eunomia-Familie, einer nach (15) Eunomia benannten Gruppe, zu der vermutlich fünf Prozent der Asteroiden des Hauptgürtels gehören. Die zeitlosen (nichtoskulierenden) Bahnelemente von (3313) Mendel sind fast identisch mit denjenigen von sieben kleineren, wenn man von der Absoluten Helligkeit von 14,8, 15,0, 15,4, 15,8, 16,5, 16,0 und 17,1 gegenüber 12,1 ausgeht, Asteroiden: (76475) 2000 FQ58, (87150) 2000 NW18, (129889) 1999 TH25, (186243) 2001 XZ157, (245333) 2005 ED144, (279783) 1999 TP266 und (362724) 2011 UU250.
(3313) Mendel ist nach dem österreichischen Mönch und Genetiker Gregor Mendel benannt. Die Benennung erfolgte durch die Internationale Astronomische Union (IAU) am 26. Februar 1994. Ebenfalls nach Gregor Mendel benannt worden waren 1970 ein Mondkrater (Mondkrater Mendel) und 1973 ein Marskrater (Marskrater Mendel).